# Hedwig Koslowski
Hedwig Koslowski (geb. 27. September 1904; gest. 1968 in Berlin) war eine deutsche Kunstgewerblerin.

## Leben
Hedwig Koslowski lebte in Berlin. Sie war mit der jüdischen Malerin Gertrude Sandmann liiert. Im November 1942 war diese akut von der Deportation bedroht. Koslowski brachte sie bei Charlotte und Reinhold Großmann unter. In ihrer Wohnung hinterließ Sandmann einen Abschiedsbrief, um einen Selbstmord vorzutäuschen.
Die Gestapo lud Hedwig Koslowski zum Verhör vor, nachdem sie diesen Brief vorgefunden hatte. Koslowski stellte sich unwissend und wurde wieder entlassen.
Bis Kriegsende versorgte Hedwig Koslowski ihre Freundin mit Essen und Lebensmittelmarken. Weitere Helferinnen unterstützten sie dabei. Als im Juni 1944 die Situation bei Großmanns aufgrund der Bombenangriffe zu gefährlich wurde, stellte eine Freundin die Gartenlaube ihrer Eltern zur Verfügung. Im Oktober 1944 wurde es jedoch in der unbeheizbaren Laube zu kalt, so dass Hedwig Koslowski ihre Lebensgefährtin bis Kriegsende bei sich aufnahm.
1959 wurde Hedwig Koslowski vom West-Berliner Senat für ihre Hilfe als „Unbesungene Heldin“ ausgezeichnet. 2015 wurde sie von der israelischen Gedenkstätte Yad Vashem posthum als „Gerechte unter den Völkern“ geehrt.